# Poliglot
Poliglotom se smatra osoba koja posjeduje mogućnost komuniciranja na više jezika i to na višem stupnju komunikacije. Osoba koja se služi s dva jezika naziva se bilingualnom ('dvojezičnom'), a shodno tome osoba koja komunicira na tri jezika je trilingualna ('trojezična'). Osobe koje se služe s četirima ili više jezika nazivaju se poli- ili multilingualnima ('višejezičnima'). Ipak postoje i druge klasifikacije koje kažu kako je i osoba koja se služi s nekoliko jezika, ali ne tako dobro, poliglot.

## Hiperpoliglot
Hiperpoliglotizam je izraz koji se koristi za osobe koje tečno govore 6 ili više jezika. Ovu kovanicu je 2003. godine skovao jezikoslovac Richard Hudson, a vuče korijene od riječi 'poliglot' i ima značenje osobe koja govori više jezika.

## Popis značajnih hiperpoliglota
- Faust Vrančić (1551. – 1617.), hrvatski polihistor, jezikoslovac, izumitelj, diplomat, inženjer, svećenik, biskup i autor petojezičnog rječnika iz 1605.
- Noah Webster (1758. – 1843.), leksikograf, pisac. Govorio je 23 jezika.
- Janko Drašković (1770. – 1856.), hrvatski političar i preporoditelj. Govorio je i pisao 7 jezika: hrvatski, latinski, njemački, francuski, talijanski, mađarski i rumunjski jezik, a poznavao je i sve slavenske jezike.[1]
- Giuseppe Gasparo Mezzofanti (1774. – 1849.), talijanski kardinal. Tečno je govorio 39 jezika.[2]
- John Bowring (1792. – 1872.), engleski politički ekonomist i guverner Hong Konga. Govorio više od 100 jezika.
- Hans Conon von der Gabelentz (1807. – 1874.), njemački lingvistički istraživač koji se služio s više od 80 jezika.
- Ivan Mažuranić (1814. – 1890.), hrvatski ban, pjesnik, jezikoslovac i političar, govorio je 10 jezika (hrvatski, talijanski, latinski, njemački, francuski, engleski, ruski, češki, poljski i mađarski)[3]
- Friedrich Engels (1820. – 1895.), njemačko-engleski industrijalac, socijalni znanstvenik, i otac marksističke teorije zajedno s Karlom Marxom. Služio se s više od 20 jezika.[4]
- Nikola Tesla (1856. – 1943.), izumitelj, fizičar, strojarski i elektro inženjer. Govorio je hrvatski, srpski, češki, engleski, francuski, njemački, mađarski, talijanski i latinski.
- Utpal Dutt (1929. – 1993.), indijski glumac, redatelj, pisac kazališnih komada. Govorio je 8 jezika.
- dr. José Rizal (1861. – 1896.), filipinski nacionalni heroj, optičar, umjetnik, pisac i znanstvenik koji je govorio 24 jezika.
- Emil Krebs (1867. – 1930.), njemački poliglot i sinolog. Služio se tečno sa 68 jezika u govoru i pisanju, a studirao je još 120 jezika.
- Antun Radić (1868. – 1919.), hrvatski znanstvenik, književnik, prevoditelj, publicist, sociolog, etnograf i političar znao je 9 jezika (hrvatski, latinski, njemački, francuski, talijanski, češki, bugarski, poljski i ruski jezik)[5]
- Nicolae Iorga (1871. – 1940.), rumunjski povjesničar, političar, književni kritičar, memorist, pjesnik i pisac kazališnih djela. Govorio je tečno arumunjski, rumunjski, francuski, talijanski, latinski i grčki, još u dobi od 15 godina.
- Harold Williams (1876. – 1928.), novozelandski novinar i jezikoslovac. Govorio više od 58 jezika.[6]
- R.M.P. Sosrokartono (1877. – 1918.), prevoditelj i ratni dopisnik za The New York Herald Tribune. Tvrdilo se kako govori 34 jezika. (24 ne-indonezijskih i 10 lokalnih indonezijskih jezika).[7]
- Ivan Esih (Ljubuški, 07.kolovoz 1898. - Zagreb, 23. siječnja 1966.) hrvatski je publicist, prevodilac i leksikograf. Navodi se da je prevodio sa 17 jezika.
- Mario Pei (1901. – 1978.), talijansko-američki jezikoslovac i pisac. Tvrdilo se kako tečno govori bar 38 jezika a da je upućen u strukturu više od 100 jezika.
- Kató Lomb (1909. — 2003.), mađarska prevoditeljica. Pored materinskog mađarskog govorila je još 16 jezika.
- Uku Masing (1909. – 1985.), estonski jezikoslovac, teolog, etnolog i pjesnik. Tvrdilo se kako govori približno 65 jezika a mogao je prevoditi na 20 jezika.[8]
- P. V. Narasimha Rao (1921. – 2004.), indijski odvjetnik, političar i aktivist koji je bio premijer Indije (1991. – 1996.). Pored 8 indijskih jezika govorio je i engleski, francuski, arapski, španjolski, grčki, latinski i perzijski.
- Bulcsú László (1922. – 2016.), hrvatski jezikoslovac. Govorio je više od 40 jezika.
- Dmitrij Petrov (1964.), profesor na sveučilištu i sinkroni prevoditelj. Govori preko 30 jezika od čega osam stranih prevodi sinkrono.
- Ioannis Ikonomou (1964.), glavni prevoditelj u EU parlamentu. Govori tečno 32 jezika.[9][10][11]
- Ghil'ad Zuckermann (1971.), profesor lingvistike na Sveučilištu u Adelaideu, Južna Australija, Australija.[12][13][14]
- Michele San Pietro (1964.), profesionalni prevoditelj iz Reggia Emilia (Italija), govori 20 jezika, uključujući i hrvatski.

## Sposobnost učenja
Postoji nekoliko teorija kako neke osobe mogu naučiti nekoliko drugih jezika relativno lako, dok druge osobe imaju problema naučiti i samo jedan strani jezik. Jedna teorija tvrdi da pojačana razina testosterona dok je dijete u uterusu može povećati asimetriju mozga.
Neuroznanstvenica Katrin Amunts promatrala je mozak Emila Krebsa i otkrila kako je područje u Krebsovu mozgu zaduženo za jezike drukčije organizirano nego kod osoba koje su bile jednojezične. S druge strane neurolingvist Loraine Obler brani Geschwind–Galaburdovu hipotezu po kojoj ljevaci, osobe s poremećajima autoimuniteta, poremećajima tijekom učenja, pokazuju talent u umjetnosti, matematici i, vjerojatno, jezicima.

## Vanjske poveznice
- (engl.) Data on multilingualism in India  Arhivirana inačica izvorne stranice od 11. lipnja 2007. (Wayback Machine)
- (engl.) Discussion forum about polyglots
- (engl.) Non-profit Polyglot Community
- (engl.) Multilingualism and Word Memorizing  Arhivirana inačica izvorne stranice od 21. kolovoza 2015. (Wayback Machine)
- (engl.) Stuart Jay Raj - Polyglot Language Blog